# عابدة حسين
عابدة حسين الإمام (بالأردوية: سيدہ عابدہ حسین)‏، (1948 - ) سياسية باكستانية محافظة ودبلوماسية واجتماعية تنتمي لحزب الرابطة الإسلامية الباكستانية (ن).
ولدت في عائلة إقطاعية في باكستان، خدمت كسفير باكستان لدى الولايات المتحدة في الفترة 1991-1993 ووزيرة مراقبة السكان للأغذية والزراعة في الوزارة الثانية لرئيس الوزراء نواز شريف من عام 1997 حتى عزلها في عام 1999.
وهي معروفة بآرائها المالية المحافظة في القضايا الاقتصادية ولديها وجهات نظر محافظة تجاه البيئة والحياة البرية المحمية في باكستان.:17